# Le Tourbillon
Pour les articles homonymes, voir Tourbillon.
Pour plus de détails, voir Fiche technique et Distribution.
Le Tourbillon (The Little Whirlwind) est un dessin animé de Mickey Mouse produit par Walt Disney pour RKO Radio Pictures, et sorti le 14 février 1941.

## Synopsis
Un jour d'automne, Mickey se propose de nettoyer des feuilles mortes le jardin de Minnie afin de profiter du gâteau qu'elle vient de faire cuire. Minnie lui propose une tarte en échange de son labeur. Mais une mini-tornade, douée de conscience en a décidé autrement.
Mickey tente de se battre avec la tornade qui a donné vie au feuille et les faits défiler sous ses ordres. Mickey tente de l'attraper dans un sac mais une plus grande tornade se met alors à le poursuivre. Il se fait finalement happer toutefois le jardin se retrouve après cette course poursuite, dans un état pire que celui du début. Minnie arrive alors avec la tarte pour récompenser Mickey mais lui envoie spontanément le gâteau dans la figure.

## Fiche technique
- Titre original : The Little Whirlwind
- Autres Titres[1] :
  - Allemagne : Der Kleine Wirbelsturm
  - France : Le Tourbillon
  - Suède : Virvelvinden, Lilla virvelvind[2]
- Série : Mickey Mouse
- Réalisateur : Riley Thompson assisté de[2] Ray de Vally
- Voix : Walt Disney (Mickey)
- Animateur[2]: Jim Armstrong, Les Clark, John Elliotte, Fred Jones (incertain) , Walt Kelly, Ward Kimball, Fred Moore, Ken Muse ; Phil Duncan, Marvin Woodward[1]
- Effets d'animation[1] : Edwin Aardal, Jack Boyd, Dick Brown, George De Beeson, Andy Engman, Art Fitzpatrick, Frank Follmer, Joseph Harbaugh, Jack Huber, Paul B. Kossoff, Ed Parks, George Rowley, Reuben Timmins, Noel Tucker, Bard Wiggenhorn, Jim Will, Cornett Wood
- Layout[2] : Charlie Phillippi, Chuck Connors
- Producteur : Walt Disney, John Sutherland
- Société de production : Walt Disney Productions
- Distributeur : RKO Radio Pictures
- Format d'image : Couleur (Technicolor)
- Son : Mono (RCA Photophone)
- Durée : 8 min 34 s[2]
- Langue : (en)
- Pays de production :  États-Unis
- Date de sortie : 14 février 1941[3]

## Voix françaises

### 1erdoublage (exploité dansMickey Jubilé, 1978)
- Roger Carel : Mickey Mouse

### 2edoublage (années 2010)
- Laurent Pasquier : Mickey Mouse
- Marie-Charlotte Leclaire : Minnie Mouse

## Commentaires
Presque la totalité de ce court-métrage est sans parole, le tourbillon ne parlant pas et Mickey ne rouspétant pas contre cet étrange phénomène météorologique.
La scène de la tornade est une reprise, colorisée, de la scène similaire de La Fanfare (1935).
Ce film marque la première disparition pour Mickey de sa tenue, devenue un symbole, de short rouge à bouton jaune. Cette tenue n'avait pas eu beaucoup de changement depuis la création de Mickey en 1928 et ce film. Ici il est habillé durant la plupart du film d'une tenue bleue proche de la salopette et un canotier, bien que dans certaines scènes il porte son short rouge. La célèbre tenue ne réapparaitra qu'en 1995 dans Mickey perd la tête.
Graphiquement, le personnage subit aussi des évolutions mineures mais ô combien essentielles qui ne dureront que le temps de la Seconde Guerre mondiale :
- ses oreilles bougent dorénavant en perspective formant donc parfois des ovales
- son corps devient plus fin mais sa tête, ses mains et ses pieds deviennent plus gros